# Organisation des producteurs de lait
L’Organisation des producteurs de lait (OPL) est un syndicat d'éleveurs laitiers, créé en 2005, affilié à la Coordination rurale.

## Combats
L'OPL est membre de l'EMB, European Milk Board, la fédération européenne des producteurs de lait.
L'OPL milite pour une régulation flexible de l'offre, seule garante d'un revenu juste, équitable et rémunérateur pour les producteurs de lait.
La libéralisation des marchés et la contractualisation forcée n'apporteront aucune visibilité, ni aucune garantie de revenus aux producteurs.

## Actions
Outre les nombreuses manifestations européennes que l'OPL a organisé ou coorganisé avec d'autres syndicats, l'action marquante de ces dernières années en matière de défense du prix est la grève du lait en septembre 2009.
Cette action aura marqué les esprits, et ramené la question vitale du revenu et des coûts de production au centre du débat.

## Présidents
Les présidents successifs de l'OPL depuis sa création sont :
– Jean-Louis Naveaux (2005-2009)
– Daniel Condat (2009 - ).